# Bellingham (condado de Norfolk)
Bellingham es un lugar designado por el censo (en inglés, census-designated place, CDP) situado en el municipio homónimo, en el condado de Norfolk,  Massachusetts, Estados Unidos. Según el censo de 2020, tiene una población de 4782 habitantes.

## Geografía
La localidad está ubicada en las coordenadas 42°05′39″N 71°28′43″O / 42.09417, -71.47861 (42.094041, -71.478631). Según la Oficina del Censo, tiene una superficie total de 14.21 km², de los cuales 13.96 km² corresponden a tierra firme y 0.25 km² están cubiertos de agua.

## Demografía
Según el censo de 2020, hay 4782 personas residiendo en la localidad. La densidad de población es de 342.55 hab./km². El 86.53% de los habitantes son blancos, el 1.99% son afroamericanos, el 0.17% son amerindios, el 3.01% son asiáticos, el 1.90% son de otras razas y el 6.40% son de una mezcla de razas. Del total de la población, el 4.43% son hispanos o latinos de cualquier raza.